# Франсіско де Трільйо-і-Фігероа
Франсіско де Трільйо-і-Фігероа (1618/1620–1680) — іспанський поет та історик. Він був прихильником барокового руху Culteranismo . Писав епіталами, а також панегірики. Його описують як автора, який міг вплинути на Хуану Інес де ла Крус.

## Біографія
Трільйо-і-Фігероа народився в парафії Сан-Педро-де-Сербас, Арес, Іспанія, у сім’ї Хосе де Трільйо та Хуани Флорес де Леон між 1618 і 1620 роками  Коли Трільйо-і-Фігероа було 11 років , його родина переїхала до Гранади після того, як де Трільйо отримав спадок від свого дядька. Потім він і його брат Хуан  здобули там освіту, зокрема літературну. Він був залучений до поетичного середовища ще в юному віці. Вважають, що саме звідси походить його майстерність у сатирі  Його брат зацікавився генеалогією, опублікувавши Origen de la casa de Tobar y árbol genealógico de don Francisco Cañavera в 1662 році та Noticia de la sucesión de doña María Nuñez Cabeza de Vaca в 1664 році.
Він служив в Італії в армії, а після повернення до Іспанії присвятив себе поезії та історії.
20 листопада 1640 року Трілюйо-і-Фігероа одружився з Леонор де Трільйо-і-Фігероа, далекою родичкою. 2 лютого 1643 року, У подружжя народилося троє синів на ім’я Хуан Франциско, Хосе та Дієго. Він був хрещеним батьком свого онука Дієго в 1678 році.
Він був близьким другом з Педро Сото де Рохас  і коментував його працю "Закритий рай для багатьох, відкритий сад для небагатьох" ("Paraíso cerrado para muchos, jardines abiertos para pocos").
Франсіско де Трільйос-і-Фігероа був похований у парафії Сантьяго, Гранада, 25 жовтня 1680 року .

## Твори
- Epitalamio en las felicísimas bodas de los señores don Francisco Ruto de Vergara y Álava, del consejo de sn majestad, y doña Guiomar Venegas, hija de los condes de Luque, 1649
- Epitalamio al himeneo de don Juan Ruiz de Vergara y Dávila, señor de Villoría, y doña Luisa de Córdoba y Ayala, hija de los señores marquese de Valenzuela, 1650
- Panegírico natalicio al excelentísimo señor marqués de Montalvan y Villalba, primogénito del excelentísimo señor marqués de Priego, duque de Feria, etc, 1650
- Notas al panegírico de el señor marqués de Montalvan, respondiendo á un curioso en otras facultades, que pidió se le declarase la idea y argumento de este poema, 1651
- Neapolisea, poema heroico y panegírico al gran capitán Gonzalo Fernández de Córdoba, dirigida al excelentísimo señor don Luis Fernandez de Córdoba y Figueroa, marqués de Prіego, 1651
- Poesías varias heroicas y satiricas y amorosas, 1652
- Panegyrico sacro en la fiesta que celebró la ciudad de Granada, día del Corpus, 1661